# Ipoteza primului-născut
Ipoteza primului născut este o soluție propusă pentru paradoxul lui Fermi, care afirmă că nu a fost descoperită nicio formă de viață inteligentă extraterestră deoarece omenirea este prima formă de viață inteligentă din univers.

## Context
Nu există nicio dovadă fiabilă sau reproductibilă că extratereștrii au vizitat sau contactat Pământul. Nu au fost observate transmisii sau dovezi de viață extraterestră inteligentă nicăieri în univers în afară de Pământ. Acest lucru contrazice dovezile conform cărora universul este plin de un număr foarte mare de planete, dintre care unele dețin probabil condițiile propice pentru viață. De obicei, viața se extinde până când umple toate spațiile disponibile în mediul respectiv. Aceste fapte contradictorii stau la baza paradoxului Fermi, a cărui soluție propusă este ipoteza primului-născut.
Avi Loeb, un astrofizician și cosmolog, a sugerat că Pământul ar putea fi un exemplu foarte timpuriu de planetă purtătoare de viață și că planetele purtătoare de viață ar putea fi mai probabile peste trilioane de ani. El a avansat ideea că Universul a ajuns doar recent la o stare în care viața devine posibilă și acesta este motivul pentru care omenirea nu a detectat viață extraterestră.

## Relația cu alte soluții propuse pentru paradoxul Fermi
Ipoteza primului născut este un caz special al conjecturii Hart-Tipler (ideea că lipsa dovezilor pentru sondele interstelare este o dovadă că în univers nu există alte forme de viață inteligentă în afară de omenire) care afirmă o curbă dependentă de timp pentru șansa descoperirii vieții extraterestre. Ipoteza primului născut este, de asemenea, un caz special, dependent de timp, al ipotezei Pământului rar, care afirmă că condițiile pentru crearea vieții inteligente sunt extrem de rare.